# Russule jolie
Russula lepida
Espèce
Russula lepida, de son nom vernaculaire la russule jolie, est un champignon basidiomycète de la famille des Russulaceae, du genre Russula.

## Description
Elle possède un chapeau épais, de consistance dure, convexe, étalé et ensuite légèrement déprimé (4 à 12 cm de diamètre) de couleur rouge vif avec par endroits des nuances saumonées, dont la cuticule mate peut prendre un aspect très brillant par temps pluvieux et se crevasser avec l’âge en laissant apparaître  des zones blanches. Les lames presque libres et peu serrées sont de couleur blanche à reflets crème. Le pied, de 5 à 10 cm de haut, au diamètre de 1,5 à 3,5 cm, est blanc à reflets rosés. La saveur est légèrement mentholée, rappelant celle du bois de crayon. Elle pousse de l'été à la fin de l'automne en forêt, sous feuillus (souvent associée au hêtre).

## Comestibilité
La saveur mentholée et l’amertume plus ou moins prononcée de ce champignon rendent celui-ci impropre à la consommation.

## Confusions possibles
On peut confondre la russule jolie avec la russule du hêtre (Russula mairei), la russule rose (Russula rosea) mais aussi avec la toxique russule émétique (Russula emetica).